# Tereza Těžká
Tereza Těžká (* 11. ledna 1996 Opava) je česká herečka. V roce 2020 sehrála jednu z hlavních rolí v dokumentárním filmu V síti, za kterou má nominaci na cenu Českého lva.

## Život
Vystudovala Janáčkovu konzervatoř v Ostravě obor herectví a následně studovala Divadelní akademii múzických umění v Praze, kterou ve třetím ročníku úspěšně dokončila. Na prknech účinkuje v Městských divadlech pražských. Zahrála si jednu z rolí například v historickém filmu německé koprodukce Die Himmelsleiter. Účinkovala v druhé sérii seriálu Doktor Martin a rovněž účinkovala v jednotlivých dílech českých kriminálních seriálů, například Specialisté. V roce 2018 ji Vít Klusák obsadil do hlavní role dokumentu V síti. V dokumentu o zneužívání dětí na internetu hrála dvanáctiletou dospívající dívku Michaelu Soukupovou.
Mimo herectví se věnuje ochraně přírody, klimatické krizi, propaguje veganství a polyamorii. Doma chová několik koček a k tomu pomáhá v útulcích. V srpnu roku 2019 se vdala za svou první lásku, Jana Hůzla, nyní kromě něj otevřeně mluví i o přítelkyni a příteli a jejich polyamorním vztahu. 
Od ledna 2022 ztvárňuje postavu Dominiky v seriálu Ordinace v růžové zahradě 2.